# 友宝铁路
友宝铁路，也称宝清地方铁路，位于黑龙江省友谊、宝清两县的一条地方铁路。由福前铁路新友谊站出岔，向东南至宝清县的宝清站，正线长62公里。在红兴隆站办理国铁与地铁的货物和车辆交接。外运宝清县的粮食、木材、煤炭、芦苇、建材等。 

## 历史
1992年开工建设。1998年8月30日临管运营。2000年6月2日开通客运。 
“黑龙江省宝清地铁公司”是黑龙江省铁路集团有限责任公司的全资子公司。